# Pulguero (Santurce)
|                                                  |                                                         |
| Coordenadas                                      | 18°26′46″N 66°3′42″O / 18.44611, -66.06167              |
| Entidad • País • Territorio • Municipio • Barrio | Sub-barrio Estados Unidos Puerto Rico San Juan Santurce |
| Superficie                                       | 0,13 km² (0,05 mi²)                                     |
| Población • Densidad poblacional                 | 1.196 (2000) 9.087,2 km² (23.535,9 mi²)                 |

Pulguero es uno de los cuarenta “sub-barrios” del barrio Santurce en el municipio de San Juan, Puerto Rico. De acuerdo al censo del año 2000, este sector contaba con 1.196 habitantes y una superficie de 0,13 km².